# Bryum exaltatum
Bryum exaltatum là một loài rêu trong họ Bryaceae. Loài này được Spruce ex Mitt. mô tả khoa học đầu tiên năm 1869.